# Плава (река)
Плава или Плавска река е река в Косово и Албания. Дължината ѝ е към 25 километра. Тя е част е от Адриатическия отводнителен басейн. При с. Църнолево се влива в Люма, която на свой ред при град Кукъс (западно от него) се влива в Бели Дрин.

## Извор
Реката извира от планината Шар, от северозападните склонове на нейните върхове Караникола и Мая.

## Притоци
Реката протича през районите Ополе и Гора. Тя получава притоци главно отляво, включително река Млика.

## Албанска част
Албанската част на реката е дълга около 6-7 км.